# Braveheart (1995)
Braveheart is een Amerikaanse film uit 1995. De film werd geregisseerd en geproduceerd door Mel Gibson, die ook de hoofdrol speelde. De film is gebaseerd op het leven van de Schotse held William Wallace, maar er is veel kritiek geuit op de algemeen aangenomen historische onjuistheid van enkele gebeurtenissen in de film.
Braveheart won vijf Oscars, waaronder die voor Beste Film en Beste Regie.

## Verhaal
Het verhaal gaat over de Schotse held William Wallace (Mel Gibson), die in de 13e eeuw met behulp van Robert de Bruce (Angus Macfadyen) de Schotse clans probeert te verenigen om zo een blok te vormen tegen de Engelse overheersing onder Koning Eduard I (Patrick McGoohan). In het begin van de film worden de vader en broer van William gedood door Engelse soldaten, waarna hij wordt opgevoed door zijn oom Argyle (Brian Cox). Na twintig jaar keert hij terug en trouwt hij met zijn geliefde Murron (Catherine McCormack). In eerste instantie wil hij niets weten van een opstand tegen de Engelsen, totdat Murron de dag na de bruiloft wordt verkracht en vermoord door Engelse soldaten. In een vlaag van woede vermoordt William een groep soldaten, waarna hij de opstand leidt tegen de Engelsen. Het komt tot een oorlog tussen de Engelsen en de Schotten, met een aanval op de Engelse stad York en bloederige veldslagen tot gevolg.
Ten slotte wordt William gevangengenomen en gemarteld. Hij ziet in de laatste minuten van zijn leven, Murron tussen de toeschouwers staan. Zelfs zijn vrienden hopen dat hij om vergiffenis vraagt, maar met zijn laatste adem schreeuwt William luidkeels: "Vrijheid!"

## Historische incorrectheid
Braveheart heeft veel kritiek ontvangen wat betreft de historische context die de film verbeeldt. Zo was "brave heart" een bijnaam van Robert the Bruce, niet van Wallace. Scriptschrijver Randall Wallace gaf toe dat hij zich met name liet inspireren door Blind Harry's gedicht uit de 15e eeuw: The Acts and Deeds of Sir William Wallace, Knight of Elderslie.
- Kleding: De Schotten in de film dragen plaids en kilts; deze werden pas vier eeuwen later, in de 17e eeuw algemeen gedragen door Schotse mannen.[7] Ook droegen soldaten in de 13e eeuw nog geen uniformen en verfden de Schotten hun gezichten niet (meer) blauw. Dit is een verwijzing naar de Picten in de Romeinse Tijd, ruim 1000 jaar eerder.
- Brug: De Slag bij Stirling Bridge toont geen brug. De smalle brug was doorslaggevend in de slag, omdat de Engelse cavalerie er slechts met drie tegelijk over konden, waar de Schotten hen één voor één konden verslaan. In de film wordt de cavalerie verslagen met lange spiezen.
- York: Na deze slag hield Wallace plundertochten in Noord-Engeland, maar plunderde niet, zoals in de film, York en onthoofdde niet koning Eduards neef. In het gedicht van Blind Harry bereikte Wallace zelfs St. Albans, enkele kilometers ten noorden van Londen.
- Falkirk: In de Slag bij Falkirk vochten geen Ierse huurlingen mee; zij konden dus ook niet de aanval onderbreken en de Schotten vriendelijk begroeten. De slag werd juist beslist door de Welshe boogschutters die met de nieuwe longbow verder konden schieten dan de Schotse boogschutters.
- Verraad: Hoewel Robert the Bruce aanvankelijk diverse keren van zijde wisselde, vocht hij in de slag bij Falkirk waarschijnlijk niet aan Engelse zijde en verraadde Wallace dus niet. Voordat Robert koning werd, was zijn titel Earl of Carrick, niet Earl of Bruce.
- Bezetting: In de film wordt gesproken over de jarenlange Engelse bezetting van Schotland. Zo spreekt William tegen Robert: "Als we winnen, dan hebben we iets wat niemand voor ons ooit had: een eigen land." In feite bezette de Engelse koning Schotland pas in 1296, één jaar voor de opstand door Wallace. Tot de dood van koning Alexander III in 1286 was Schotland een onafhankelijk koninkrijk.
- William Wallace was van (lage) adel en niet, zoals in de film, een eenvoudige boer.
- Murron heette waarschijnlijk Marian.
- Prinses Isabella was in 1297 pas vijf jaar oud en kan dus niet, zoals in de film, door koning Eduard naar Wallace gestuurd worden voor onderhandelingen. In de film kreeg zij een affaire met Wallace en was zelfs zwanger van hem bij zijn executie. In feite trouwde en arriveerde ze pas in Engeland op haar 12e, twee jaar na de dood van Wallace. In de film praat zij Frans tegen haar metgezel, zodat Wallace haar niet zou verstaan. Frans was echter een algemene taal onder de Engelse adel.
- Primae noctis: Koning Eduard voerde de Jus primae noctis niet in.[8]

## Rolverdeling

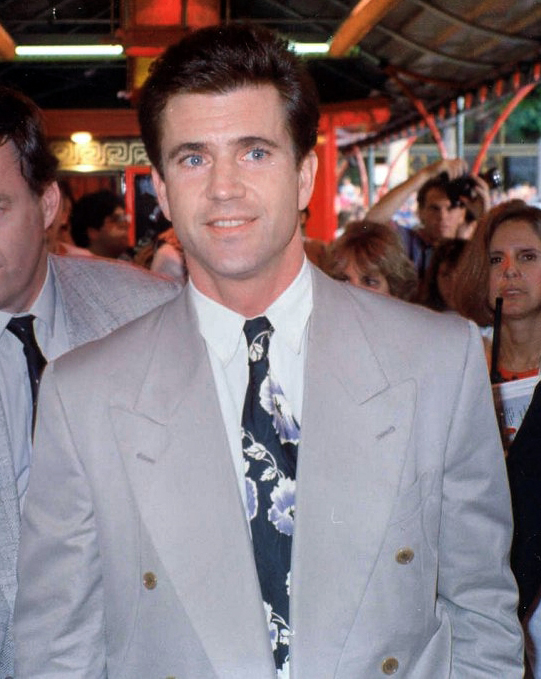
Mel Gibson regisseerde, produceerde en speelde de hoofdrol in Braveheart

| Acteur              | Personage                  |
| ------------------- | -------------------------- |
| Mel Gibson          | William Wallace            |
| Sophie Marceau      | Prinses Isabella           |
| Patrick McGoohan    | Koning Eduard "Longshanks" |
| Catherine McCormack | Murron MacClannough        |
| Angus Macfadyen     | Robert the Bruce           |
| Brendan Gleeson     | Hamish Campbell            |
| Ian Bannen          | Robert the Bruce sr.       |
| Peter Hanly         | Eduard, Prins van Wales    |
| James Cosmo         | Cambell de Oudere          |
| David O'Hara        | Mad Stephen                |
| Brian Cox           | Uncle Argyle               |

## Filmmuziek
De muziek van Braveheart werd gecomponeerd en gedirigeerd door James Horner.

## Opbrengst en prijzen
Voor een film van zijn reputatie deed Braveheart het redelijk in de bioscopen. De videotheken in Amerika brachten bijna $35 miljoen op. Qua verkoop van video en dvd deed de film het veel beter, en tot nu toe heeft de film in totaal iets meer dan $200 miljoen opgebracht.
De film won vijf Oscars (waaronder Beste Film en Beste Regie), drie BAFTA's en één Golden Globe (Beste Regie, voor Mel Gibson).

### Oscarnominaties
(de categorieën waarin de film won zijn vetgedrukt)
- Beste Film
- Beste Regie (Mel Gibson)
- Beste Originele Scenario (Randall Wallace)
- Beste Montage (Steven Rosenblum)
- Beste Cinematografie (John Toll)
- Beste Make-up
- Beste Kostuum
- Beste Geluid
- Beste Geluidseffectbewerking
- Beste Originele Muziek - Drama (James Horner)

## Trivia
- Het nummer The Clansman van de Britse groep Iron Maiden is geïnspireerd op deze film. Dit nummer is terug te vinden op het album Virtual XI.
- Het nummer Protect Your Mind (1998) van DJ Sakin & Friends werd gebaseerd op het themanummer.
- Het nummer The Ruins of My Life van de Finse groep Sonata Arctica is geïnspireerd op deze film. Dit nummer is terug te vinden op het album Winterheart's Guild (2003)